# كيد إيكاروس
كيد إيكاروس (بالإنجليزية: Kid Icarus)‏ ، هي لعبة فيديو إلكترونية من إنتاج شركة نينتندو اليابانية سنة 1986م.

## وصلة خارجية
- كيد إيكاروس على موبي غيمز